# Máthé Dénes (tanulmányíró)
Máthé Dénes (Oklánd, 1952. január 14. –) romániai magyar tanulmányíró, szerkesztő, egyetemi tanár.

## Élete
A székelyudvarhelyi Pedagógiai Líceumban érettségizett 1971-ben, majd a kolozsvári Protestáns Teológián 1976-ban lelkészi, a Babeș–Bolyai Tudományegyetem magyar–angol szakán 1986-ban tanári diplomát szerzett.
Pályáját mint unitárius lelkész Székelymuzsnán kezdte (1976–79), Oklándon tanárhelyettes (1979–82), a Ialomița megyei Făcăeni-ben angoltanár (1986–88), Nyárádkarácsonban magyartanár (1988–90), majd a Falvak Népe szerkesztője Kolozsváron. Első írását Nyelvfilozófiai problémák Bretter György írásaiban címmel a Nyelv- és Irodalomtudományi Közlemények (1989/1) közölte. 1992-től a Babeș–Bolyai Tudományegyetem Bölcsészkarán tanított.
Az 1990-es évek elején beválasztották az Unitárius Egyház Főtanácsába. 2003 és 2015 között az Unitárius Egyház főgondnoka volt.

## Kötetei
- A költői kép szemiotikai és irányzati vizsgálata a két világháború közti magyar költészetben. Expresszionizmus, szürrealizmus, tárgyias-intellektuális stílus; Erdélyi Múzeum-Egyesület, Kolozsvár, 2005 (Erdélyi Tudományos Füzetek 254.)
- Retorika a bölcsészeti oktatásban. Segédlet a retorika tanulmányozásához. Ábel Kiadó, Kolozsvár, 2006 (második, javított kiadás 2007)
- Nyelvi létmódok. Tanulmányok. KOMP-PRESS, Korunk Baráti Társaság, Kolozsvár, 2007
- Szemantikai alapviszonyok; Egyetemi Műhely–Bolyai Társaság, Kolozsvár, 2009 (Egyetemi jegyzetek)
- Szemantikai alapviszonyok. Egyetemi segédkönyv a jelentés tanulmányozásához; Egyetemi Műhely, Kolozsvár, 2016